# Country-Musik 1950
Die Liste bietet eine Übersicht über das Jahr 1950 im Genre Country-Musik.

## Ereignisse
- 30. September – Die Grand Ole Opry wird erstmals im Fernsehen übertragen.

## Top-Hits des Jahres

### Nummer-eins-Hits
- 7. Januar – Rudolph the Red-Nosed Reindeer – Gene Autry
- 7. Januar – Blue Christmas – Ernest Tubb
- 14. Januar – I Love You Because – Leon Payne
- 14. Januar – Blues Stay Away From Me – Delmore Brothers
- 21. Januar – Chattanoogie Shoe Shine Boy – Red Foley
- 28. Januar – Take Me in Your Arms and Hold Me – Eddy Arnold
- 22. April – Long Gone Lonesome Blues – Hank Williams with His Drifting Cowboys
- 27. Mai – Birmingham Bounce – Red Foley
- 17. Juni – Why Don’t You Love Me – Hank Williams with His Drifting Cowboys
- 17. Juni – I’ll Sail My Ship Alone – Moon Mullican
- 15. Juli – M-I-S-S-I-S-S-I-P-P-I – Red Foley
- 19. August – I'm Movin’ On – Hank Snow and His Rainbow Ranch Boys
- 26. August – Goodnight Irene – Red Foley and Ernest Tubb
- 23. Dezember – If You’ve Got the Money I’ve Got the Time – Lefty Frizzell
- 30. Dezember – Moanin’ the Blues – Hank Williams with His Drifting Cowboys

Anmerkung: Es werden alle drei Hitparaden, die „Best Selling Folk Retail Records“, die „Most Played Jukebox Folk Records“ sowie die „Country & Western Records Most Played by Folk Disc Jockeys“, gewertet.

### Weitere Hits
- The Cry of the Wild Goose – Tennessee Ernie Ford
- Faded Love – Bob Wills
- Frosty the Snow Man – Gene Autry
- Hillbilly Fever – Little Jimmy Dickens
- I Love You Because – Ernest Tubb
- Little Angel with the Dirty Face – Eddy Arnold
- Mona Lisa – Moon Mullican
- Mona Lisa – Jimmy Wakely
- My Son Calls Another Man Daddy – Hank Williams with His Drifting Cowboys
- Nobody’s Lonesome for Me – Hank Williams with His Drifting Cowboys
- Quicksilver – Elton Britt und Rosalie Allen
- They’ll Never Take Her Love from Me – Hank Williams with His Drifting Cowboys
- Why Should I Cry? – Eddy Arnold
- Why Should We Try Anymore – Hank Williams with His Drifting Cowboys
- You Don’t Have to Be a Baby to Cry – Ernest Tubb

## Geboren
- 26. März – Ronnie McDowell
- 7. August – Rodney Crowell
- 16. September – David Bellamy von den The Bellamy Brothers